# TV-teater i Sverige – Spelåret 1964/65

## Taluppsättningar spelåret 1964/65
Den magra höstsäsongen var ett resultat av den fyra månader långa strejken som ledde till ett produktionsstopp och som avslutades först i mars 1964. 
| Titel                  | Datum      | Manus                         | Regissör            | I rollerna (urval)                          | Övrigt                                                     |
| ---------------------- | ---------- | ----------------------------- | ------------------- | ------------------------------------------- | ---------------------------------------------------------- |
| Älskaren               | 1964-09-16 | Harold Pinter                 | Bengt Lagerkvist    | Curt Masreliez, Gerd Hagman m.fl.           | TV-pjäs                                                    |
| Mollusken              | 1964-09-26 | Hubert Henry Davies           | Gösta Folke         | Gunnar Ekström, Agneta Prytz m.fl.          | Lustspel                                                   |
| Ta hand om Amelie      | 1964-10-26 | Georges Feydeau               | Håkan Ersgård       | Ove Tjernberg, Lars Passgård m.fl.          | Fars                                                       |
| Idolen                 | 1964-11-09 | Arvid Rundberg och Per Wahlöö | Håkan Ersgård       | Erik Hell, Lars Passgård m.fl.              | TV-pjäs                                                    |
| Slottstappning         | 1964-12-26 | Sigfrid Siwertz               | Håkan Ersgård       | Rune Lindström, Håkan Jahnberg m.fl.        | Efter en novell                                            |
| Blodsbröllop           | 1965-01-10 | Federico García Lorca         | Bengt Lagerkvist    | Margaretha Krook, Lars Passgård m.fl.       |                                                            |
| Nattcafé               | 1965-01-18 | Bengt Bratt                   | Johan Bergenstråhle | Carl-Gunnar Wingård, Erik Hell m.fl.        | TV-pjäs                                                    |
| Resa                   | 1965-02-15 | Per Olof Sundman              | Håkan Ersgård       | Jan-Olof Strandberg, Margit Carlqvist m.fl. | En berättelse för TV                                       |
| Sissan                 | 1965-03-08 | Per-Erik Rundquist            | Keve Hjelm          | Irma Christenson, Gunnar Björnstrand m.fl.  | Komedi                                                     |
| Den nya kvinnan        | 1965-03-15 | Kerstin Thorvall              | Lars Löfgren        | Christina Schollin, Ove Tjernberg m.fl.     | TV-pjäs om ett kamratäktenskap                             |
| Teparty                | 1965-03-22 | Harold Pinter                 | Håkan Ersgård       | Sigge Fürst, Catrin Westerlund m.fl.        | TV-pjäs för de europeiska TV-ländernas samtidiga versioner |
| Det ena du vill        | 1965-04-12 | Birgitta Prejborn             | Lars Löfgren        | Pia Rydvall, Birgitta Stahre m.fl.          | TV-pjäs                                                    |
| Kontoristerna          | 1965-04-17 | Murray Schisgal               | Lars Engström       | Ulla Sjöblom, Rune Turesson                 | Komedi                                                     |
| Janus                  | 1965-04-19 | Carolyn Green                 | Kåre Santesson      | Gunnel Broström, Allan Edwall m.fl.         | Komedi                                                     |
| Brecht om Brecht       | 1965-05-10 | Bertolt Brecht                | Jackie Söderman     | Viveca Lindfors, Georg Årlin m.fl.          | Ett dramatiskt självporträtt utställt av George Tabori     |
| Alla mina söner        | 1965-05-23 | Arthur Miller                 | Bengt Lagerkvist    | Erik Hell, Marianne Stjernqvist m.fl.       | Pjäs                                                       |
| Conny                  | 1965-05-31 | Hans Råstam                   | Hans Råstam         | Olof Huddén, Gunilla Sundberg m.fl.         | Pjäs                                                       |
| Fröknarna i parken     | 1965-06-07 | Erland Josephson              | Josef Halfen        | Margareta Bergfelt, Inger Liljefors m.fl.   | Pjäs                                                       |
| Thérèse Raquin         | 1965-06-14 | Emile Zola                    | Håkan Ersgård       | Gunnel Broström, Dagny Stenius m.fl.        | Drama                                                      |
| Sagor från New York    | 1965-07-05 | James Patrick Donleavy        | Lennart Olsson      | Per Olof Eriksson, Marianne Wessén m.fl.    | Pjäs                                                       |
| En florentinsk tragedi | 1965-07-26 | Oscar Wilde                   | Lars Löfgren        | Gunnel Broström, Allan Edwall m.fl.         | Kärleksdrama                                               |